# 일본 재판관탄핵재판소
재판관탄핵재판소(일본어: 裁判官弾劾裁判所 사이반칸단가이사이반쇼[*])는 일본 재판관소추위원회의 소추(訴追)를 받아 일본의 재판관의 파면(罷免) 여부를 결정하기 위해 탄핵재판을 시행하는 일본의 국가기관이다. 한번 파면된 재판관은 변호사 자격을 잃게된다. 다시 변호사 자격을 회복하기 위해서는 탄핵재판소의 자격회복 재판을 거쳐야 한다.

## 제도
일본국 헌법에는 재판권의 독립을 보장하기 위해 재판관의 신분을 보장하고 있다. 따라서, 재판관을 파면하기 위해서는 아래의 세가지 경우로 한정하고 있다.
1. 공공의 탄핵에 의할 때(일본국 헌법 제64조)
2. 심신의 고장으로 인하여 직무를 수행할 수 없다고 결정된 경우(일본국 헌법 제78조)
3. 국민의 심사에 따라 최고재판소 재판관의 파면을 가(可)하다고 할 때(일본국 헌법 제79조)

이 때, 첫 번째의 탄핵을 위해 일본 국회에 설치된 기관이 재판관탄핵재판소이다. 이 제도의 취지는 공정한 판단을 위해 사법부에 의한 재판을 피하며, 국민에 의한 공무원의 선정(選定)·파면권을 보장함으로써 국민의 대표인 국회의원에 맡기기 위함이다.
탄핵재판에 관한 상세한 규정은 일본의 국회법 제125조부터 제129조와 재판관탄핵법이 규정하고 있다.
재판관탄핵재판소에 의한 재판관의 파면 사유는 다음 두개로 한정하고 있다. 하지만, 일부에서는 표현이 애매하며, 구체적으로 어떤 사안에 적용시켜야 되는지에 대한 비판도 있다.
1. 직무상의 의무를 현저하게 위반하고, 또는 직무를 격심하게 소홀히 했을 때
2. 재판관으로서의 위신을 현저하게 잃은 비행(非行)이 있었을 때

한편, 파면 사유에는 미흡하지만 비행이 있었을 때, 징계 처분을 내릴 수 있다. 징계 처분은 재판관분한법(裁判官分限法)에 근거하며, 최고재판소의 대법정 또는 고등재판소의 재판에 의하여 행해진다.

## 조직
재판관탄핵재판소는 14명의 재판원에 의해 구성된다. 재판원은 중의원 및 참의원에서 각각 7명의 국회의원이 선임된다. 재판장은 재판원 중에서 호선(互選)한다.
재판관탄핵재판소는 국회가 설치(設置)하는 권능(權能)을 가지지만, 재판소 자체는 국회에서 독립하여 직무를 행하는 독립 상설 기관이다. 이러한 이유로 국회가 폐회 중이라도 활동할 수 있다.
한편, 이 기관의 명칭은 일본국 헌법과 국회법에서는 단지 ‘탄핵재판소’라고 불리고 있지만, 재판관탄핵법은 ‘재판관탄핵재판소’라고 사용되고 있어 공적으로는 이 명칭이 사용되고 있다.
재판관탄핵재판소 아래에는 사무국이 있다. 사무국의 정원이나 임명에 대해서는 재판관탄핵재판소의 재판장이 중의원 및 참의원 운영위원회의 승인을 받아 행한다(재판관탄핵법 제18조). 재판관탄핵재판소 참사(参事)는 주로 참의원 사무국의 출향자(出向者)나 재판관탄핵재판소의 독자 채용에 따라 이루어진다.
재판관탄핵재판소는 소규모의 기관이기 때문에 법정 등의 시설은 참의원 부속시설에 마련되어있다.

## 재판

### 소추
재판관탄핵재판소에의 소추는 국회의원이 구성원이 되는 재판관소추위원회에 의한다.
재판관소추위원회는 재판관에 대하여 국민이나 최고재판소에서의 소추 청구가 있었을 때 또는 파면 사유가 있다고 스스로 판단하였을 때 그 사유를 조사하여야 한다. 소추의 청구는 누구라도 재판관에게 파면 사유가 있다고 판단하였을 때는 할 수 있다.
조사 후, 소추위원회는 비공개로 의사(議事)를 진행하며, 여기서 소추 또는 불소추, 소추유예를 결정한다. 의결은 출석 위원의 과반수로 결정하지만, 소추와 소추유예 결정을 하기 위해서는 출석 위원의 3분의 2 이상의 다수결이 필요하다. 이 소추위원회의 결정은 사법심사의 대상이 되지 않는다.
소추 결정을 했을 경우에는 재판관탄핵재판소에 서면으로 파면 취지의 소추를 실시한다.

### 탄핵재판
탄핵재판의 심리는 공개 구두(口頭) 변론에 따라 진행된다. 파면 취지의 소추를 받은 재판관은 변호인을 선임할 수 있다. 재판관소추위원회의 위원장(또는 위원장이 지정한 위원)은 공판 심리에 입회한다.
증거조사를 진행하고, 판결이 내려진다. 재판은 심리에 관여한 재판원 과반수로 결정하지만, 파면을 결정하기 위해서는 3분의 2 이상의 재판원 찬성이 필요하다. 재판에서 파면이 결정되면 즉시 파면 효력이 발생한다. 형사재판과는 달라서 상소 제도가 없으므로 즉시 재판이 확정된다. 또, 이 재판에 대해서는 사법 재판소의 재판권을 행사할 수 없다.

## 자격회복
다음 사유가 발생하였을 때는, 당사자 본인의 청구에 따라 탄핵재판소는 자격회복에 관한 재판을 한다.
1. 파면이 재판의 선고일로부터 5년을 경과하고, 자격회복에 관하여 상당한 사유가 있을 때
2. 파면의 사유가 될 수 없는 명확한 증거가 새롭게 발견하는 등 자격회복에 관하여 상당한 사유가 있을 때

자격회복에 관한 재판에 따라 잃어버린 변호사 자격을 회복할 수 있다.
한편, 탄핵재판소의 파면 판결에 따라서 다음 직종들은 임명에 결격사유가 된다.
1. 재판관(재판소법 제46조 제2호)
2. 검찰관(검찰청법 제20조 제2호)
3. 변호사(변호사법 제7조 제2호)
4. 외국법 사무변호사(외국변호사에의한법률사무의취급에관한특별조치법 제8조)

## 재판사례
현재까지 열번의 재판이 있었다.
| 소추일           | 판결일           | 성명                        | 당시의 직책                                                      | 주된 소추사유                                   | 판결   | 자격회복일       |
| ---------------- | ---------------- | --------------------------- | ---------------------------------------------------------------- | ----------------------------------------------- | ------ | ---------------- |
| 1948년 7월 1일   | 1948년 11월 27일 | 아마노 준이치(天野儁一)     | 시즈오카(靜岡) 지방재판소 하마마쓰시(浜松) 지부 판사             | 물자의 암거래                                   | 불파면 |                  |
| 1948년 12월 9일  | 1950년 2월 3일   | 데라사코 미치타카(寺迫道隆) | 오쓰키(大月) 간이재판소 판사                                     | 지인에게의 가택수사를 시사                      | 불파면 |                  |
| 1955년 8월 30일  | 1956년 4월 6일   | 다카이 스미오(高井住男)     | 오비히로(帯広) 간이재판소 판사                                   | 약식명령 청구건을 효력을 잃게함                 | 파면   |                  |
| 1957년 7월 15일  | 1957년 9월 30일  | 데라사코 미치타카(寺迫道隆) | 아쓰기(厚木) 간이재판소 판사                                     | 당사자로부터 술과 음식 따위의 접대를 받음       | 파면※  | 1963년 2월 8일   |
| 1977년 2월 2일   | 1977년 3월 23일  | 기토 시로(鬼頭史郎)         | 교토(京都) 지방재판소 판사보 겸 교토 간이재판소 판사             | 총리에게 위조 전화(電貨)                        | 파면※  | 1985년 5월 9일   |
| 1981년 5월 27일  | 1981년 11월 6일  | 다니아이 가쓰유키(谷合克行) | 도쿄(東京) 지방재판소 판사보 겸 도쿄 간이재판소 판사             | 파산관재인(破産管財人)으로부터 물품 접대를 받음 | 파면※  | 1986년 12월 25일 |
| 2001년 8월 9일   | 2001년 11월 28일 | 무라키 야스히로(村木保裕)   | 도쿄 지방재판소 판사 겸 도쿄 간이재판소 판사                     | 아동매춘                                        | 파면   |                  |
| 2008년 9월 9일   | 2008년 12월 24일 | 시모야마 요시하루(下山芳晴) | 우쓰노미야(宇都宮) 지방재판소 판사 겸 우쓰노미야 간이재판소 판사 | 스토커 행위                                     | 파면※  | 2016년 5월 17일  |
| 2012년 11월 13일 | 2013년 4월 10일  | 하나이 도시키(華井俊樹)     | 오사카(大阪) 지방재판소 판사                                     | 지하철에서 여성의 치마 속을 몰래 촬영한 행위    | 파면   |                  |
| 2021년 6월 16일  | 2024년 4월 3일   | 오카구치 기이치(岡口基一)   | 센다이 고등재판소 판사                                           | SNS에 부적절한 글을 반복 게시                   | 파면   |                  |

※ 나중에 자격회복 재판에 따라 법조인 자격을 회복 

## 같이 보기
- 탄핵
- 일본 재판관소추위원회